# Republica AFAP
Republica AFAP urugvajska je tvrtka s uslugama mirovinskog osiguranja i isplaćivanja mirovina. Pokriva područje cijelog Urugvaja. Osnovana je 1996. godine.
Država je 2010. godine privatizacijom zadržala 37-39% udjela u tvrtci, dok je ostalih 60% podijeljeno između dvvije veće banke i dvadesetak manjih dioničara.
Trenutni predsjednik tvrtke je Luis Roberto Costa Ferreiro, a dopredsjednik María Jimena Pardo Gammarano.
Sjedište tvrtke nalazi se u glavnom gradu Montevideu. Tvrtka ima podružnicu u Fray Bentosu. 